# 四鏡
四鏡（しきょう）は、平安時代後期から室町時代前期までに成立した「鏡物（かがみもの）」と呼ばれる『大鏡』『今鏡』『水鏡』『増鏡』の4つの歴史物語（歴史書）の総称。成立時期より前の時代の内容を扱っている。

## 概要
いずれも鏡という名前を冠しており、非常に高齢の老人が「昔はこんな事があったなぁ」という話を2人でしていたり作者に対して語ったりするという形式を取っている。これらは初めに成立した大鏡の特徴を後の3つが踏襲している。
成立順は大鏡・今鏡・水鏡・増鏡の順で、これを覚えるための語呂合わせとして「だいこんみずまし」（だい→大鏡、こん→今鏡、みず→水鏡、まし→増鏡）がある。しかし作中で扱っている時代の順に並べると水鏡・大鏡・今鏡・増鏡の順となる。
また、『増鏡』によれば他に『弥世継』（いやよつぎ）と言われる「鏡物」（世継とは『大鏡』の別称）が存在していた事が明記されており、『今鏡』以後『増鏡』以前の歴史を扱ったと見られているが、今日では亡失してしまい見ることはできない。
「四鏡」に数えられない鏡物もあり、『吾妻鏡（東鑑）』『後鑑』などである。